# Gouvernement Mahdia
Mahdia (arabisch ولاية المهدية, DMG wilāyat al-Mahdīya) ist eines der 24 Gouvernements in Tunesien. Es liegt an der Mittelmeerküste im mittleren Osten des Landes und hat eine Fläche von 2878 km² sowie eine Bevölkerungszahl von 400.400. Dies sind 2,7 Prozent der Gesamtbevölkerung. Der Name der Hauptstadt ist ebenfalls Mahdia. Am 5. Juni 1974 wurde dieses Gouvernement zusammen mit dem Gouvernement Monastir vom seit 1956 bestehenden Gouvernement Sousse abgetrennt.

## Geographie und Klima
Mahdia hat eine 75 Kilometer lange Küstenlinie, die im Norden an Monastir und im Süden an das Gouvernement Sfax grenzt. Im Landesinneren grenzt es an Kairouan. Die Jahresdurchschnittstemperatur beträgt 22 °C, die durchschnittliche Niederschlagsmenge liegt zwischen 200 und 300 Millimeter.

## Verwaltungsgliederung
Mahdia ist in elf Delegationen unterteilt:
| Delegation       | Einwohner 2004 |
| ---------------- | -------------- |
| Hebira           | 11.057         |
| Melloulèche      | 19.464         |
| Ouled Chamekh    | 22.732         |
| Chebba           | 23.334         |
| Chorbane         | 28.577         |
| Bou Merdes       | 29.559         |
| Sidi Alouane     | 35.272         |
| El Djem (El Jem) | 41.064         |
| Essouassi        | 46.276         |
| Ksour Essef      | 48.799         |
| Mahdia           | 71.719         |

## Wirtschaft
Mahdia ist sehr stark landwirtschaftlich geprägt, auf 23.000 Hektar werden Mandeln kultiviert, außerdem wird Rinderzucht und Milchwirtschaft betrieben. Auf 143.000 Hektar werden Olivenbäume für Olivenöl angebaut. Der Fischfang von Mahdia macht 15 Prozent des nationalen Gesamtfanges aus.
Im Sekundären Sektor ist die Bekleidungsindustrie mit 93 Betrieben am stärksten vertreten. Ferner gibt es 34 weiterverarbeitende Betriebe für den Agrarsektor und neun Herstellungsbetriebe für Glas und Keramik, sowie einige chemische, mechanische, metallurgische und elektrotechnische Betriebe.
Der Dienstleistungsbereich, davon insbesondere der Tourismus, wächst am schnellsten: zurzeit verfügt das Gouvernement Mahdia über 23 Hotels mit insgesamt 6700 Betten.